# اوجان (بیرجند)
اوجان  روستایی است در دهستان شاخن از توابع بخش مرکزی شهرستان بیرجند، واقع در استان خراسان جنوبی که بر پایه سرشماری عمومی نفوس و مسکن در سال ۱۳۸۵ جمعیت آن ۹۴۲ نفر (در ۲۲۰ خانوار)  و طبق سرشماری عمومی نفوس و مسکن در سال ۱۳۹۵ جمعیت آن ۸۳۴ نفر (در ۲۳۸ خانوار) بوده‌است.